# バッドランズ・ガーディアン
バッドランズ・ガーディアン（The Badlands Guardian）は、カナダ・アルバータ州メディシンハット (Medicine Hat) 付近の荒野にある地形である。Googleが提供する衛星画像で、頭飾りをまといイヤホンをつけたインディアン（ネイティブ・アメリカン）の頭部に見える。

## 地理
位置は北緯50度00分38.20秒 西経110度06分48.32秒 / 北緯50.0106111度 西経110.1134222度、「頭部」の幅は255m、長さ225m。イヤホンとケーブルのように見えるのは油井跡と道路である。油井は数年間しか使われなかったらしく風化を受けている。
衛星画像では顔の部分が浮き彫りになっているように見えるが、実際には谷である（3DCG参照）。
この不毛な荒地に雨が降ることはまれであり、まばらな植生とやわらかい堆積物に覆われている。バッドランズ・ガーディアンは、軟らかい粘土質の土壌が風と水の侵食を受けることによって形成された地形で、おそらく、急激な降雨によって短時間でつくられたと推測される。

## 発見
この地形が「発見」された当時、この土地は牧場主の所有で、別の畜産家に10年契約で賃貸されており、牛が放牧されていた。
2005年10月、カナダ・サスカチュワン州に在住する50代の女性リン・ヒコックス（Lynn Hickox）は、Google Earth でこの地形を見出し、Supergranny の名で Google Earth の珍しい地形を求めるフォーラムに投稿した。この地形は「iPod をつけたインディアン」、「アステカのロッカー」、「地理的な奇跡」として、たちまち「ネット上のセンセーション」になった。
2006年、メディシンハットにある CHAT-TV は、この場所を実際に訪問した短いルポ（レポーター：Dale Hunter）を放送した。この番組は、カナダの放送番組制作者団体であるRTNDAの短編テレビ番組賞を受賞している。
カナダ放送協会（CBC）のラジオ放送局 CBC Radio One の番組 As It Happens によってこの土地にふさわしい地名が募集された。50の提案の中から7つの候補が選ばれ、地元サイプレス郡 (Cypress County, Alberta) の郡議会に提出された。郡議会では、荒野を守る人物のイメージから「バッドランド・ガーディアン」を採択した。2006年10月の時点ではまだ「正式の地名」とはなっておらず、州の地名委員会と交渉するという。

## 註
1. 1 2 3 4 5 6  "Gran's canyon is a net sensation"、The Sydney Morning Herald、13 November 2006、記者：Stephen Hutcheon （英語）
2. ↑  "The Badlands Guardian"、Global TV、 Wednesday, April 04, 2007
3. ↑  この3D画像は Lutz Perschon によって制作され、CBC Radio に提供されたもの。
4. 1 2 3  "Alberta's Aztec Rocker?" CBC Radio の番組"As It Happens"。発見者リン・ヒコックス、地理学者 Duane Froese 教授のインタビュー音声へのリンクあり。
5. ↑  PCWorld In Pictures: The Strangest Sights in Google Earth PC World Staff July 9, 2007 1:00 am
6. ↑  Badlands Guardian:  Satellite Imagery from Google Earth Written by Rosemarie McKeon Friday, 08 August 2008 15:38